# Willy Wilhelm
Wilhelmus Paul Karel Wilhelm –conocido como Willy Wilhelm– (Bolduque, 16 de septiembre de 1958) es un deportista neerlandés que compitió en judo. Ganó dos medallas en el Campeonato Mundial de Judo en los años 1983 y 1985, y tres medallas en el Campeonato Europeo de Judo entre los años 1981 y 1986.

## Palmarés internacional
| Campeonato Mundial | Campeonato Mundial    | Campeonato Mundial | Campeonato Mundial |
| Año                | Lugar                 | Medalla            | Categoría          |
| ------------------ | --------------------- | ------------------ | ------------------ |
| 1983               | Moscú ( URSS)         | Medalla de plata   | +95 kg             |
| 1985               | Seúl (Corea del Sur)  | Medalla de bronce  | Abierta            |
| Campeonato Europeo |                       |                    |                    |
| Año                | Lugar                 | Medalla            | Categoría          |
| 1981               | Debrecen (Hungría)    | Medalla de plata   | Abierta            |
| 1984               | Lieja (Bélgica)       | Medalla de bronce  | +95 kg             |
| 1986               | Belgrado (Yugoslavia) | Medalla de oro     | +95 kg             |